# Rumex crystallinus
Rumex crystallinus är en slideväxtart som beskrevs av Johan Martin Christian Lange. Rumex crystallinus ingår i släktet skräppor, och familjen slideväxter. Inga underarter finns listade i Catalogue of Life.